# Li Fang
Li Fang (925-996), nombre de cortesía Mingyuan, fue un erudito oficial mandarín de la dinastía Song, mejor conocido por ser el editor en jefe de tres de los Cuatro grandes libros de Song. Está definido por la Biblioteca Nacional de Francia como «escritor y gran intelectual de la dinastía Song».
Nació en lo que ahora es Hengshui, Hebei, y también sirvió a la dinastía Han Tardía y luego a la dinastía Zhou Tardía.